# Sacespalus japonicus
Sacespalus japonicus är en stekelart som beskrevs av Yamagishi 1982. Sacespalus japonicus ingår i släktet Sacespalus och familjen gallmyggesteklar. Inga underarter finns listade i Catalogue of Life.